# Malá Čalomija
Malá Čalomija és un poble i municipi d'Eslovàquia. Es troba a la regió de Banská Bystrica.

## Història
La primera menció escrita de la vila es remunta al 1342.

## Demografia
| Godina             | 1994 | 2004 | 2014    | 2024   |
| ------------------ | ---- | ---- | ------- | ------ |
| Nombre de persones | 252  | 252  | 213     | 194    |
| Diferència         |      | +0%  | −15,47% | −8,92% |

| Godina             | 2023 | 2024   |
| ------------------ | ---- | ------ |
| Nombre de persones | 185  | 194    |
| Diferència         |      | +4,86% |